# Giorgio II di Württemberg-Mömpelgard
Giorgio II di Württemberg-Mömpelgard (Mömpelgard, 5 ottobre 1626 – Mömpelgard, 1º giugno 1699) fu duca di Württemberg-Mömpelgard dal 1662 fino alla sua morte.

## Biografia
Giorgio II era figlio del duca Ludovico Federico (1586-1631) nato dal matrimonio con la sua seconda moglie Anna Eleonora (1602-1685), figlia del conte Giovanni Casimiro di Nassau Gleiberg (1593-1602). Successe al fratello maggiore Leopoldo Federico come duca di Württemberg-Montbéliard nel 1662.
Montbéliard fu occupata nel 1676 dalle truppe francesi. Re Luigi XIV di Francia stava tentando di conquistare tutti i possedimenti württemberghesi sulla riva sinistra del fiume Reno e Giorgio fuggì dal paese. Nel 1684, gli fu dato l'opportunità ritornare, alla condizione di riconoscere il re di Francia come suo signore feudale. Il suo rifiuto fece sì che il Württemberg-Montbéliard fosse amministrata da suo cugino Federico Carlo di Württemberg-Winnental fino al 1698.
Dopo la morte di Federico Carlo nel 1698, Giorgio II ritornò a Montbéliard, dove morì l'anno successivo.

## Matrimonio e figli
Giorgio sposò il 9 marzo 1648 a Montbeliard, Anne de Coligny (1624-1680), figlia di Gaspard III de Coligny, da cui ebbe i seguenti figli:
- Ottone Federico (1650-1653)
- Enrichetta (1654-1680)
- Eleonora Carlotta (1656-1743)

sposò nel 1672 il duca Silvio II Federico di Württemberg-Oels (1651-1697)
- Corrado Luigi (1658-1659)
- Anna (1660-1733)
- Elisabetta (1665-1726)

sposò nel 1689 il duca Federico Ferdinando di Württemberg-Weitlingen (1654-1705, nipote di Giulio Federico di Württemberg-Weiltingen attraverso il figlio Manfredo I)
- Edvige (1667-1715)
- Leopoldo Eberardo (1670-1723), suo unico figlio maschio sopravvissuto e successore

## Ascendenza
|                                                      |                                        |                                           | Genitori                                  |  |  | Nonni |  |  | Bisnonni                                    |  |  | Trisnonni                                     |  |
|                                                      |                                        |                                           |                                           |  |  |       |  |  | 8. Georg I, conte di Württemberg-Mömpelgard |  |  | 16. Heinrich, conte di Württemberg-Mömpelgard |  |
|                                                      |                                        |                                           |                                           |  |  |       |  |  | 8. Georg I, conte di Württemberg-Mömpelgard |  |  | 16. Heinrich, conte di Württemberg-Mömpelgard |  |
|                                                      |                                        | 17. Eva von Salm                          |                                           |  |  |       |  |  | 8. Georg I, conte di Württemberg-Mömpelgard |  |  |                                               |  |
| 4. Friedrich I, duca del Württemberg                 |                                        |                                           |                                           |  |  |       |  |  | 8. Georg I, conte di Württemberg-Mömpelgard |  |  |                                               |  |
|                                                      |                                        | 9. Barbara von Hessen                     | 18. Philipp I, langravio d'Assia          |  |  |       |  |  |                                             |  |  |                                               |  |
|                                                      |                                        | 9. Barbara von Hessen                     | 18. Philipp I, langravio d'Assia          |  |  |       |  |  |                                             |  |  |                                               |  |
|                                                      |                                        | 9. Barbara von Hessen                     | 19. Christina von Sachsen                 |  |  |       |  |  |                                             |  |  |                                               |  |
| 2. Ludwig Friedrich, duca di Württemberg-Mömpelgard  |                                        | 9. Barbara von Hessen                     |                                           |  |  |       |  |  |                                             |  |  |                                               |  |
|                                                      |                                        | 10. Joachim Ernst, principe di Anhalt     | 20. Johann IV, principe di Anhalt-Zerbst  |  |  |       |  |  |                                             |  |  |                                               |  |
|                                                      |                                        | 10. Joachim Ernst, principe di Anhalt     | 20. Johann IV, principe di Anhalt-Zerbst  |  |  |       |  |  |                                             |  |  |                                               |  |
|                                                      |                                        | 10. Joachim Ernst, principe di Anhalt     | 21. Margareta von Brandenburg             |  |  |       |  |  |                                             |  |  |                                               |  |
| 5. Sibylla von Anhalt                                |                                        | 10. Joachim Ernst, principe di Anhalt     |                                           |  |  |       |  |  |                                             |  |  |                                               |  |
|                                                      |                                        | 11. Agnes von Barby-Mühlingen             | 22. Wolfgang I, conte di Barby-Mühlingen  |  |  |       |  |  |                                             |  |  |                                               |  |
|                                                      |                                        | 11. Agnes von Barby-Mühlingen             | 22. Wolfgang I, conte di Barby-Mühlingen  |  |  |       |  |  |                                             |  |  |                                               |  |
|                                                      |                                        | 11. Agnes von Barby-Mühlingen             | 23. Agnes von Mansfeld                    |  |  |       |  |  |                                             |  |  |                                               |  |
| 1. Leopold Friedrich, duca di Württemberg-Mömpelgard |                                        | 11. Agnes von Barby-Mühlingen             |                                           |  |  |       |  |  |                                             |  |  |                                               |  |
|                                                      | 12. Albrecht, conte di Nassau-Weilburg | 24. Philipp III, conte di Nassau-Weilburg |                                           |  |  |       |  |  |                                             |  |  |                                               |  |
|                                                      | 12. Albrecht, conte di Nassau-Weilburg | 24. Philipp III, conte di Nassau-Weilburg |                                           |  |  |       |  |  |                                             |  |  |                                               |  |
|                                                      | 12. Albrecht, conte di Nassau-Weilburg | 25. Anna von Mansfeld                     |                                           |  |  |       |  |  |                                             |  |  |                                               |  |
| 6. Johann Casimir, conte di Nassau-Weilburg          | 12. Albrecht, conte di Nassau-Weilburg |                                           |                                           |  |  |       |  |  |                                             |  |  |                                               |  |
|                                                      |                                        | 13. Anna von Nassau-Dillenburg            | 26. Wilhelm I, conte di Nassau-Dillenburg |  |  |       |  |  |                                             |  |  |                                               |  |
|                                                      |                                        | 13. Anna von Nassau-Dillenburg            | 26. Wilhelm I, conte di Nassau-Dillenburg |  |  |       |  |  |                                             |  |  |                                               |  |
|                                                      |                                        | 13. Anna von Nassau-Dillenburg            | 27. Juliana zu Stolberg-Wernigerode       |  |  |       |  |  |                                             |  |  |                                               |  |
| 3. Anna Eleonore von Nassau-Weilburg                 |                                        | 13. Anna von Nassau-Dillenburg            |                                           |  |  |       |  |  |                                             |  |  |                                               |  |
|                                                      |                                        | 14. Georg I, langravio d'Assia-Darmstadt  | 28. Philipp I, langravio d'Assia (= 14)   |  |  |       |  |  |                                             |  |  |                                               |  |
|                                                      |                                        | 14. Georg I, langravio d'Assia-Darmstadt  | 28. Philipp I, langravio d'Assia (= 14)   |  |  |       |  |  |                                             |  |  |                                               |  |
|                                                      |                                        | 14. Georg I, langravio d'Assia-Darmstadt  | 29. Christina von Sachsen (= 15)          |  |  |       |  |  |                                             |  |  |                                               |  |
| 7. Elisabeth von Hessen-Darmstadt                    |                                        | 14. Georg I, langravio d'Assia-Darmstadt  |                                           |  |  |       |  |  |                                             |  |  |                                               |  |
|                                                      |                                        | 15. Magdalena zur Lippe                   | 30. Bernhard VIII, conte di Lippe         |  |  |       |  |  |                                             |  |  |                                               |  |
|                                                      |                                        | 15. Magdalena zur Lippe                   | 30. Bernhard VIII, conte di Lippe         |  |  |       |  |  |                                             |  |  |                                               |  |
|                                                      |                                        | 15. Magdalena zur Lippe                   | 31. Katharina von Waldeck-Eisenberg       |  |  |       |  |  |                                             |  |  |                                               |  |
|                                                      |                                        | 15. Magdalena zur Lippe                   |                                           |  |  |       |  |  |                                             |  |  |                                               |  |

| Controllo di autorità | VIAF (EN) 80999105 · CERL cnp01157213 · GND (DE) 136697992 |